# Magyarország az 1973-as fedett pályás atlétikai Európa-bajnokságon
Magyarország a hollandiai Rotterdamban megrendezett 1973-as fedett pályás atlétikai Európa-bajnokság egyik részt vevő nemzete volt. Az ország a versenyen 5 sportolóval képviseltette magát.

## Érmesek
| Érem  | Versenyző    | Versenyszám | Dátum       |
| ----- | ------------ | ----------- | ----------- |
| Arany | Major István | Magasugrás  | március 11. |

## Eredmények

### Férfi
| Versenyző     | Versenyszám | Előfutam | Előfutam | Előfutam | Elődöntő | Elődöntő | Elődöntő | Döntő   | Döntő    |
| Versenyző     | Versenyszám | Idő      | Hely.    | Össz.    | Idő      | Hely.    | Össz.    | Idő     | Helyezés |
| ------------- | ----------- | -------- | -------- | -------- | -------- | -------- | -------- | ------- | -------- |
| Zsinka András | 800 m       | 1:50,46  | 5.       | 13.      |          |          |          | kiesett | kiesett  |

| Versenyző    | Versenyszám | Selejtező | Selejtező | Döntő    | Döntő    |
| Versenyző    | Versenyszám | Eredmény  | Helyezés  | Eredmény | Helyezés |
| ------------ | ----------- | --------- | --------- | -------- | -------- |
| Major István | Magasugrás  |           |           | 220 cm   |          |

### Női
| Versenyző        | Versenyszám | Előfutam | Előfutam | Előfutam | Elődöntő | Elődöntő | Elődöntő | Döntő   | Döntő    |
| Versenyző        | Versenyszám | Idő      | Hely.    | Össz.    | Idő      | Hely.    | Össz.    | Idő     | Helyezés |
| ---------------- | ----------- | -------- | -------- | -------- | -------- | -------- | -------- | ------- | -------- |
| Bruzsenyák Ilona | 60 m        | 7,70     | 6.       | 22.      | kiesett  | kiesett  | kiesett  | kiesett | kiesett  |
| Bruzsenyák Ilona | 60 m gát    | 8,34     | 3.       | 4.       | 8,34     | 3.       | 5.       | 8,32    | 5.       |

| Versenyző    | Versenyszám | Selejtező | Selejtező | Döntő    | Döntő    |
| Versenyző    | Versenyszám | Eredmény  | Helyezés  | Eredmény | Helyezés |
| ------------ | ----------- | --------- | --------- | -------- | -------- |
| Mátay Andrea | Magasugrás  |           |           | 184 cm   | 5.       |
| Rudolf Erika | Magasugrás  |           |           | 182 cm   | 8.       |